# Lista de competições de futebol usados pelo VAR
As competições de futebol usados pelo árbitro de vídeo. (VAR)

## Competições por seleções

### Internacionais
| Competições                       | Referências |
| --------------------------------- | ----------- |
| Copa do Mundo FIFA                | [ 1 ] [ 2 ] |
| Copa das Confederações FIFA       | [ 3 ] [ 4 ] |
| Copa do Mundo de Futebol Feminino | [ 5 ]       |
| Copa do Mundo FIFA Sub-20         |             |
| Copa do Mundo FIFA Sub-17         |             |
| Futebol nos Jogos Olímpicos       | [ 6 ]       |

### Continentais
| Competições                           | Referências |
| ------------------------------------- | ----------- |
| Copa da Ásia da AFC                   |             |
| Campeonato Africano das Nações da CAF |             |
| Copa Ouro da CONCACAF                 | [ 7 ]       |
| Liga das Nações da CONCACAF           | [ 7 ]       |
| Copa América da CONMEBOL              |             |
| Campeonato Europeu da UEFA            |             |
| Campeonato Europeu Sub-21 da UEFA     | [ 8 ]       |
| Liga das Nações da UEFA               |             |
| Campeonato Europeu Feminino da UEFA   |             |
| Campeonato Africano das Nações da CAF |             |

## Competições por clubes

### Internacionais
| Competições                     | Referências |
| ------------------------------- | ----------- |
| Copa do Mundo de Clubes da FIFA | [ 9 ]       |

### Continentais
| Competições                                    | Referências |
| ---------------------------------------------- | ----------- |
| Liga dos Campeões da AFC                       |             |
| Liga dos Campeões da CAF                       |             |
| Supercopa da CAF                               |             |
| Liga dos Campeões da CONCACAF                  |             |
| Libertadores da CONMEBOL                       |             |
| Sul-Americana da CONMEBOL                      |             |
| CONMEBOL Recopa                                | [ 10 ]      |
| Liga dos Campeões da UEFA                      |             |
| Liga Europa da UEFA                            | [ 11 ]      |
| Liga Conferência Europa da UEFA (Final apenas) |             |
| Supercopa da UEFA                              | [ 12 ]      |
| Liga dos Campeões Feminino da UEFA             | [ 13 ]      |

### Nacionais
| País                      | Competições                   | Referências                        |
| ------------------------- | ----------------------------- | ---------------------------------- |
| Alemanha                  | Bundesliga                    | [ 14 ]                             |
| Áustria                   | Österreichische Bundesliga    |                                    |
| Austrália / Nova Zelândia | A-League                      | [ 15 ]                             |
| Bélgica                   | Pro League                    |                                    |
| Brasil                    | Brasileirão                   | [ 16 ]                             |
| Brasil                    | Brasileirão Série B           | [ 17 ]                             |
| Brasil                    | Copa do Brasil                | [ 18 ]                             |
| Brasil                    | Supercopa do Brasil           |                                    |
| Brasil                    | Brasileirão Feminino A1       |                                    |
| China                     | Superliga da China            |                                    |
| Chile                     | Primera División de Chile     | [ 19 ]                             |
| Colômbia                  | Categoría Primera A           |                                    |
| Inglaterra                | Premier League                |                                    |
| Estados Unidos / Canadá   | Major League Soccer           | [ 20 ] [ 21 ] [ 22 ] [ 23 ] [ 24 ] |
| França                    | Ligue 1                       |                                    |
| Itália                    | Serie A                       | [ 25 ]                             |
| Itália                    | Serie B                       | [ 26 ] [ 27 ]                      |
| Países Baixos             | Eredivisie                    |                                    |
| Portugal                  | Taça de Portugal              | [ 28 ]                             |
| Portugal                  | Supertaça Cândido de Oliveira | [ 29 ]                             |
| Portugal                  | Primeira Liga                 | [ 30 ]                             |
| Uruguai                   | Primera División de Uruguay   |                                    |